# Agostino Beltrano
Agostino Beltrano (Napoli, 1607 – Napoli, 1656) è stato un pittore italiano, attivo nel periodo barocco nella sua città nativa.

## Biografia
Agostino Beltrano nacque a Napoli il 25 febbraio 1607, da Francesco, di professione indoratore, e da Vittoria De Grauso, zia di Andrea Vaccaro.
La sua prima formazione artistica avvenne presso la bottega di Giacinto De Populo, un pittore quasi sconosciuto, del quale si ricorda solo il suo stretto legame d'amicizia con Massimo Stanzione, del quale fu allievo, in seguito, lo stesso Beltrano insieme ad Aniello Falcone e Pacecco De Rosa, dei quali è soprattutto con il primo che presenta evidenti affinità.
Per Beltrano fu però molto importante, per la sua maturazione stilistica, la vicinanza, in occasione dei lavori nella cattedrale di Pozzuoli, con altri celebri pittori dell'epoca, quali Giovanni Lanfranco, Artemisia Gentileschi e lo stesso Massimo Stanzione.
La tela di San Biagio in Santa Maria della Sanità a Napoli è l'ultimo lavoro noto di Agostino, che morì di peste nel 1656. Ha sposato la pittrice Annella di Massimo o Aniella di Beltrano, o Anniella De Rosa, sorella di Pacecco.

## Stile
Gli studiosi hanno distinto, analizzando le opere del maestro, una fase naturalista, contigua ai modi falconiani e un secondo periodo più propriamente stanzionesco, contrassegnato da un impreziosimento cromatico e da un ingentilimento delle fisionomie e dei sentimenti, culminante nella spettacolare tela raffigurante "Lot e le figlie".

## Opere
L'attività di Agostino Beltrano è documentata a Napoli nelle chiese di S. Maria degli Angeli a Pizzofalcone (1644 – 1645), di S. Agostino degli Scalzi (1649), di S. Maria della Sanità (1654 - 1656) e di S. Maria Donnaregina Nuova (1655).
Questi suoi interessi lo guideranno, in maniera più o meno costante fino a qualche anno prima della metà del secolo, in efficaci composizioni sia di destinazione religiosa (tele per il duomo di Pozzuoli, affreschi in S. Maria degli Angeli a Pizzofalcone) che profana (Ritratto di Carlo Tocco, Pio Monte della Misericordia).
Dal 1649 circa, anno in cui sono documentate le due tele per la Cappella Schipani in S. Agostino degli Scalzi (S. Girolamo e S. Nicola da Tolentino) il suo stile sembra avviarsi verso soluzioni di accademia stanzionesca e tale si manterrà ancora nell'ultima produzione documentata.